# 吉村直巳
吉村 直巳（よしむら なおみ、1995年4月21日 - ）は、日本の男性プロレスラー。DDTプロレスリング所属。大阪府出身。血液型B型。

## 経歴
- 2016年12月4日 - DDT大阪府立体育会館第一競技場大会の6人タッグマッチ、石井慧介＆彰人＆上野勇希戦でデビュー(パートナーはKUDO＆高尾蒼馬)。投げ捨てパワーボムを上野に決めてデビュー戦を勝利で飾った。
- 2017年、いつでもどこでも挑戦権を獲得。以降、大会前や試合後の竹下幸之介を付け狙い、学生時代の竹下が原因で数多くの人物や行きつけの食堂を失った恨みを暴露し続ける。また、ゼウスと出会った際のエピソードも明かしている。7月23日まで長期保持し続け、石井慧介とのKO-D王座戦直後の竹下を襲撃する形で挑戦するも敗北。
- 2018年、DNA解散後アメリカなど海外への長期遠征を行う。佐々木大輔の持つKO-D無差別級への挑戦が決まった矢先の12月30日、前哨戦にて佐々木のペディグリーを受け負傷、頸椎捻挫と診断され休場、翌2019年1月3日に予定した王座戦は中止となった。2月2日に復帰、ユニット「DISASTER BOX」に加入。
- 2020年1月3日、DISASTER BOXのチームメイトである上野とのタッグ「ノーチラス」でKO-Dタッグ王座を10回目の防衛がかかった佐々木・高尾蒼馬組から奪取。ノーチラスとして7回防衛。10月25日にDISASTER BOX（吉村・上野・平田一喜）でEruption（樋口和貞・坂口征夫・赤井沙希）の持つKO-D6人タッグ王座に挑戦するも失敗、直後に行われた樋口・坂口組とのタッグ王座戦にも敗れタイトルを失う。11月3日の両国国技館大会を最後にヘルニア治療のため長期欠場。
- 2021年5月9日、半年の欠場から復帰。10月12日、HARASHIMAとタッグを組み竹下・勝俣瞬馬組を破ってKO-Dタッグ王座を戴冠。
- 2022年、タッグ王座を返上して臨んだ2月の「Ultimate Tag League 2022」では竹下・上野組を破り優勝、王座に返り咲くも3月22日に高梨将弘・クリス・ブルックス組に敗れ防衛失敗。7月3日「KING OF DDTトーナメント 2022」では上野を破り決勝進出するも、樋口に敗れ準優勝。その後樋口とユニット「ハリマオ」を結成し、7月24日にKO-Dタッグ王座をMAO・朱崇花組から奪取。2度防衛するも、11月18日の「D王 GRAND PRIX2022」最終戦（遠藤哲哉戦）にて首を負傷、椎間板ヘルニアと診断され長期欠場、タッグ王座を返上することとなった。

## 得意技
投げ捨てパワーボム
正念場
ブレーンバスターの要領で垂直に担ぎ上げ、クラッチを解かぬまま相手を振り子のように前方に戻すと同時に相手の体に体重をかけて倒れこむ。
Osaka Pride
ファイヤーマンズキャリーから相手の下半身を前方に跳ね上げ正念場と同じ形で落とす。当初は変形正念場と呼称。
パワースラム
払腰
パイルドライバー
串刺し式連続ラリアット

## 人物・エピソード
- 父親の影響でプロレスを見始め、幼少時は地元大阪プロレスの無料興行に通ったりDRAGON GATEのDVDなどを繰り返し見ていた。
- 竹下とは、小学生当時にわんぱく相撲で対戦したことがある。戦績は3戦して吉村が3敗である。
- 中学・高校と柔道を取り組んでおりプロレスラーを目指すことは考えていなかったが高校生時に竹下のプロレスデビューの記事を見かけ、その際にDDTの存在を知る。
- 高校卒業後、管理栄養士を志し大学に通いながらゼウスが運営するジムでスタッフとして働きつつ2年間体を鍛える。卒業時150kg近くあった体重は90kgほどにまで落としていたという。

## 入場曲
REGGAE TOWN ／ VADER
デビューから使用。
ENERGY DANCE (Special Edit) ／ RYO the SKYWALKER
上野勇希とのタッグチーム「ノーチラス」の入場曲。

## タイトル歴
DDTプロレスリング
- KO-Dタッグ王座：4回
  - 第67代（パートナーは上野勇希）
  - 第71・72代（パートナーはHARASHIMA）
  - 第75代（パートナーは樋口和貞）
- Ultimate Tag League優勝
  - 2022年（パートナーはHARASHIMA）

## 出演

### テレビ
- 新しいカギ（2021年8月、フジテレビ）恒松祐里のマネージャー役[1]

### CM
- NTT Docomo U30ロング割『U30ロングプロレス』篇（2022年2月、NTTドコモ）覆面レスラー・プライス役[2]